# 슬로바키아 대 이탈리아 (2010년 FIFA 월드컵)
2010년의 슬로바키아 대 이탈리아는 2010년 6월 24일, 남아프리카공화국 요하네스버그의 엘리스 파크 스타디움에서 열린 2010년 FIFA 월드컵의 F조 마지막 경기였다. 이 경기에서 모든 이의 예상을 깨고 체코슬로바키아 분리 이후 첫 출전한 슬로바키아가 전 대회 우승국인 이탈리아를 3 : 2로 꺾고 16강 진출에 성공하였다. 반면, 이탈리아는 이 경기에서 패배하며 2무 1패로 조 최하위를 기록해 1974년 FIFA 월드컵 이후 36년 만에 조별리그에서 탈락하고 말았다.
앞서 전 대회 준우승국이었던 프랑스 또한 1차전에서 우루과이와 0 : 0으로 비긴 뒤 2차전에서 멕시코에 0 : 2, 3차전에서 남아프리카공화국에 1 : 2로 패배하면서 1무 2패로 탈락했다. 결국 전 대회 우승국과 준우승국이 동반 탈락하는 사상 초유의 기록을 남긴 셈이 되었다. 이후 이탈리아는 2014년 FIFA 월드컵에서도 1승 2패의 성적으로 조 3위를 기록해 조별리그에서 탈락했고 2018년 FIFA 월드컵에선 아예 지역예선에서 탈락하고 말았다. 이 경기는 2010년대 이탈리아 축구 침체기의 시발점이 된 경기라고 할 수 있다. 영국의 데일리 메일은 이 경기를 역대 월드컵에서 가장 충격적인 이변 11위로 선정했다.

## 개요
이 경기는 체코슬로바키아가 체코와 슬로바키아로 분리된 이후 처음으로 두 팀이 FIFA 월드컵에서 맞붙는 것이다. 체코슬로바키아 축구 국가대표팀 시절에 체코슬로바키아는 이탈리아와 월드컵에서 2차례 만난 적이 있다. 공교롭게도 모두 이탈리아가 개최한 대회에서 만났는데 1934년 FIFA 월드컵 결승전과 1990년 FIFA 월드컵 A조 3차전이 그것이다. 먼저 1934년 FIFA 월드컵에선 이탈리아가 선제골을 허용했으나 아르헨티나 출신 라이문도 오르시의 맹활약에 힘입어 2 : 1 역전승을 거두어 첫 번째 우승을 차지한 적이 있었다. 그리고 1990년 FIFA 월드컵 A조 3차전에서도 이탈리아가 2 : 0 승리를 거두었다. 하지만 1993년에 체코슬로바키아가 체코와 슬로바키아로 분리되었을 때 FIFA는 체코슬로바키아 시절의 기록은 모두 체코 축구 국가대표팀이 승계하는 것으로 정했기 때문에 이 기록은 모두 체코가 물려받았다. 지난 2006년 FIFA 월드컵에선 체코가 이탈리아와 분리독립 이후 월드컵에서 처음 맞붙은 적이 있었다. 그리고 이 때에도 체코가 1명이 퇴장당하는 불리한 입장에 놓인 끝에 결국 이탈리아에 0 : 2로 패배하며 1승 2패로 조별리그에서 탈락한 바 있다.
다시 말해 이탈리아는 체코에는 단 1번도 월드컵에서 패배하지 않고 3전 전승을 거둔 셈이다. 반면, 슬로바키아는 이번 월드컵 지역예선에선 본래 같은 나라였던 체코를 제치고 본선에 직행하는데 성공했지만 체코에 비해 스타 플레이어들이 적어서 오히려 전력은 더 낮다는 평가를 많이 받았다. 이 대회 조 추첨 당시만 하더라도 톱 시드를 받지 못한 유럽 팀이 포함된 4포트 팀들 중에 한국 언론들이 가장 해볼만한 상대로 꼽은 팀이 바로 그리스, 슬로베니아, 슬로바키아였다. 그 정도로 슬로바키아는 유명세가 적다는 이유로 저평가를 받았던 팀이었다. 반면, 이탈리아는 지난 대회인 2006년 FIFA 월드컵 우승국이었고 체코슬로바키아 시절에도 월드컵에서 2번 맞붙어 2번 모두 패배한 천적이었다. 과연 슬로바키아는 이탈리아라는 대어를 낚고 16강에 갈 수 있을 것인지 아니면 이탈리아가 슬로바키아마저 꺾고 체코슬로바키아의 천적임을 다시 한 번 입증할 수 있을지 주목되는 경기였다.

## 경기 전 상황
조 추첨 직후 F조의 총평은 '이탈리아를 막을 자가 없는 조'였다. 이탈리아와 함께 F조에 편성된 팀은 남미의 파라과이와 오세아니아의 뉴질랜드 그리고 체코슬로바키아가 분리된 후 처음으로 월드컵 무대를 밟은 신규 출전국 슬로바키아였다. 3팀 모두 이탈리아보다 몇 수 아래의 팀들이었다. 그러므로 이탈리아의 조 1위를 의심하는 이는 아무도 없었다. 그런데다 대진표도 상당히 좋았다. 16강에 오를 경우 E조 2위와 맞붙게 되는데 조 추첨 직후 E조의 판세 예측은 네덜란드가 조 1위로 치고 올라갈 가능성이 높았으므로 16강에서 네덜란드와 만날 가능성은 없었다. 그러므로 덴마크나 카메룬, 일본 셋 중 하나와 맞붙게 될 가능성이 높았다. 하지만 덴마크나 카메룬은 물론 일본까지 모두 이탈리아보다 몇 수 아래에 있는 팀들이었다. 그리고 8강에 오르면 H조 1위를 차지할 가능성이 높은 스페인과 만날 가능성이 높은데 스페인 역시 국제대회에선 단 1번도 이탈리아를 이겨본 적이 없는 팀이었다. 그러므로 최소 4강까지는 무난히 노려볼 수 있는 대진표였다. 이 때문에 이탈리아가 역사상 최초로 월드컵에서 2번 2연패를 달성하는 기록을 세울 가능성이 높다는 예측도 나왔다. 하지만 겉보기엔 쉬워 보였던 조가 사실 매우 험난한 조였다는 걸 깨닫기까지는 그리 오랜 시간이 걸리지 않았다.
이탈리아의 가시밭길은 1차전 파라과이와의 경기에서 시작되었다. 이탈리아는 초반부터 공격적으로 파라과이를 밀어붙였으나 좀처럼 파라과이의 골문을 열지 못했다. 오히려 전반 39분, 파라과이의 안토닌 알카라스에게 선제골을 허용하며 0 : 1로 끌려갔다. 거기다 설상가상으로 아주리 군단의 부동의 수문장이었던 잔루이지 부폰이 전반전에 부상을 당해 하프 타임 때 후보 골키퍼 페데리코 마르체티로 교체되고 말았다. 그렇게 패색이 짙어지던 이탈리아는 후반 18분, 다니엘레 데로시의 동점골로 1 : 1 승부의 균형추를 맞추었고 계속해서 골문을 두들겼으나 결국 승점 1점을 얻는데 그쳤다. 파라과이가 이탈리아보다 몇 수 아래의 팀이긴 하지만 그래도 나름 저력이 있는 팀이었고 해서 이 때까지는 어느 정도 참작의 여론이 있었다. 그러나 본격적으로 가시밭길이 된 경기는 바로 2차전 뉴질랜드와의 경기에서였다. 이탈리아는 월드컵 우승만 4번을 한 명실상부한 축구 강국이었다. 반면, 뉴질랜드는 본래 영국의 식민지였긴 했지만 축구보다 럭비가 더 인기가 많은 나라이고 프로 리그조차 없는 대표적인 축구 불모지였다. 때문에 이탈리아의 압승이 점쳐졌던 경기였다. 그러나 이탈리아는 뉴질랜드를 상대로도 좀처럼 고전을 면치 못했다. 오히려 전반 7분에 뉴질랜드의 셰인 스멜츠에게 기습적인 선제골을 허용하며 0 : 1로 끌려갔다. 전반 29분에 빈첸초 이아퀸타의 페널티킥 동점골로 1 : 1로 다시 원점으로 돌리긴 했지만 역시 거기까지였다. 2차전까지 조별리그 순위는 1승 1무를 기록한 파라과이가 조 1위였고 이탈리아와 뉴질랜드가 2무, 2득점 2실점으로 공동 2위였으며 1무 1패를 기록한 슬로바키아가 최하위에 있었다.
이제 이탈리아에 놓인 경우의 수는 다음과 같았다. 3차전에서 슬로바키아를 이기면 파라과이와 뉴질랜드의 경기 결과에 관계없이 무조건 16강에 진출한다. 반면, 무승부일 경우엔 계산이 조금 복잡해지는데 이탈리아가 유득점 무승부를 거두고 뉴질랜드가 파라과이와 무득점 무승부를 거두면 이탈리아가 다득점에서 앞서서 16강에 진출할 수 있다. 그 반대의 경우엔 무조건 탈락이다. 이탈리아와 뉴질랜드 둘 다 무득점 무승부를 거둘 경우엔 추첨으로 순위를 정해야 한다. 다시 말해 이탈리아가 최종전에서 슬로바키아와 비길 경우엔 뉴질랜드보다 더 많은 골을 넣고 비겨야 16강에 올라갈 수 있다는 뜻이다. 패배할 경우엔 가차없이 탈락이었다. 그러므로 안전하게 16강에 가기 위해선 이탈리아는 반드시 3차전에서 슬로바키아를 이겨야만 한다.
한편, 슬로바키아 역시 상황이 좋지 않은 것은 매한가지였다. 1차전 조 최약체 뉴질랜드와의 경기에서 슬로바키아는 생각 외로 고전을 면치 못하다가 후반 5분, 로베르트 비테크의 선제골로 1 : 0으로 앞서갔다. 그렇게 거의 승리를 확정지었다 싶었는데 후반 추가시간 1분을 남기고 뉴질랜드의 윈스턴 리드에게 세트피스 동점골을 허용하며 1 : 1 통한의 무승부를 거두고 말았다. 즉, 이탈리아와 슬로바키아 두 팀 모두 뉴질랜드 때문에 낭패를 보게 된 셈이다. 그리고 2차전 파라과이와의 경기에선 졸전 끝에 0 : 2로 패배해 1무 1패로 조 최하위를 기록하며 탈락 위기에 몰리고 말았다. 사실상 슬로바키아는 16강에 자력으로 진출할 수 있는 기회가 날아가버렸다. 슬로바키아에 놓인 경우의 수는 다음과 같았다. 3차전에서 이탈리아와 비기거나 지면 가차없이 탈락이었다. 만약 이탈리아를 이길 경우엔 반드시 파라과이가 뉴질랜드를 이기거나 최소한 비겨주어야만 했다. 만일 뉴질랜드가 파라과이를 이길 경우엔 파라과이와 슬로바키아가 승점 4점으로 동률이 되므로 두 팀 간 골 득실을 비교해야 한다. 그렇기 때문에 일단 슬로바키아 역시 이탈리아를 반드시 이기고 봐야 한다. 그렇게 두 팀의 건곤일척을 건 승부가 펼쳐졌다.

## 경기

### 전반전
경기 초반은 빈첸초 이아퀸타와 마레크 함식이 각각 1번씩 슈팅을 주고 받으며 탐색전을 펼쳤다. 15분 정도 탐색전을 벌이던 두 팀은 전반 16분에 다니엘레 데로시가 슬로바키아 골문을 향해 위협적인 슈팅을 날리며 이탈리아가 서서히 발동을 거는 듯했다. 하지만 비기거나 지면 탈락인 슬로바키아 역시 필사적으로 경기에 임했다. 그러던 중 전반 25분, 슬로바키아의 공격수 에릭 옌드리셰크가 이탈리아 좌측 진영에서 중앙으로 크로스를 올렸는데 크로스가 너무 짧아서 이탈리아의 센터백 지오르지오 키엘리니가 손쉽게 볼을 따냈다. 그리고 키엘리니는 다니엘레 데로시에게 패스를 건넸다. 그리고 데로시가 리카르도 몬톨리보에게 패스를 건넸는데 그만 그 패스를 슬로바키아의 유라이 쿠츠카가 중간에서 잘라먹었고 순식간에 슬로바키아의 역습으로 이어졌다. 쿠츠카는 문전으로 쇄도하는 로베르트 비테크를 향해 패스를 넣었고 이탈리아 수비수 3명이 비테크에게 달라붙었지만 비테크는 넘어지면서 오른발 땅볼 강슛을 날렸다. 이탈리아의 수문장 페데리코 마르체티가 몸을 날렸지만 볼은 골문 왼쪽 구석으로 정확히 빨려들어가 1 : 0으로 슬로바키아가 앞서가게 되었다.
선제골을 넣은 슬로바키아는 기세가 등등해졌고 이탈리아는 무기력한 플레이를 보이며 실망스러운 모습만 보였다. 전반 31분엔 미로슬라우 스토흐가 이탈리아 골문을 향해 위협적인 슈팅을 날렸고 전반 종료 직전에 얀 듀리차의 위협적인 슈팅이 있었지만 이탈리아는 변변한 공격 기회를 만들지 못하며 슬로바키아에 끌려다녔다. 마르첼로 리피 감독이 초조한 눈빛으로 경기를 지켜보는 게 전반전 내내 카메라에 잡혔다. 선제골을 넣은 슬로바키아는 간헐적인 슈팅으로 이탈리아를 위협하면서도 대체로 볼을 돌리면서 템포를 죽이는 경기를 펼쳐 더욱 이탈리아를 괴롭혔다. 이탈리아는 마치 늪에 빠진 듯 허우적거리는 모습을 보이며 전반전에 이렇다 할 좋은 장면을 전혀 만들어내지 못했다. 같은 시각 다른 구장에서 열리는 파라과이와 뉴질랜드의 경기는 아직 0 : 0으로 비기고 있었다. 이대로 경기가 끝나게 될 경우 이탈리아는 조별리그에서 탈락할 뿐 아니라 꼴찌로 떨어지게 된다. 그렇게 전반전은 슬로바키아가 1 : 0으로 앞선 채로 종료되었다.

### 후반전
하프 타임 때 이탈리아의 마르첼로 리피 감독은 도메니코 크리시토와 젠나로 가투소를 빼고 크리스티안 마조와 파비오 콸리아렐라를 투입해 기동성이 떨어지는 공격진의 보강을 꾀했다. 그리고 후반 11분엔 아직 부상에서 회복이 되지 않은 안드레아 피를로까지 투입하는 승부수를 띄웠다. 정확한 볼 배급을 하는 것으로 유명한 피를로가 투입되자 전반전 내내 꽉 막혔던 이탈리아의 공격 활로가 뚫리기 시작했다. 전반 45분 동안 무기력했던 이탈리아는 피를로가 투입된 이후 조금씩 이탈리아다운 수비와 공격을 펼쳐가며 득점 기회를 만들어갔다. 그리고 후반 21분, 이탈리아의 코너킥 찬스에서 킥커 시모네 페페가 안드레아 피를로에게 찔러주었고 피를로 앞엔 슬로바키아 수비수 라도슬라우 자바브니크가 막아섰지만 피를로는 볼을 뺏기지 않고 버텨내며 문전으로 쇄도한 페페에게 다시 볼을 건넸다. 볼을 받은 페페는 중앙으로 크로스를 올렸고 이 크로스를 슬로바키아의 수문장 얀 무차가 펀칭으로 쳐냈다. 그러나 볼은 멀리 가지 않았고 골문 좌측에 있던 파비오 콸리아렐라가 가슴으로 볼 트래핑을 한 뒤 오른발 바이시클 킥으로 강슛을 날렸다. 그리고 그 슛은 정확히 골문으로 향했고 거의 골이 들어가는 것처럼 보였는데.... 슬로바키아 입장에선 기적적으로 이탈리아 입장에선 허탈하게도 이 슛이 골문 안에 버티고 서 있던 슬로바키아의 센터백 마르틴 스크르텔의 무릎에 맞고 빠져나와 버렸다.
이에 이탈리아 선수들은 골 라인을 넘어갔다가 나왔다고 주심에게 강력하게 항의했고 슬로바키아 선수들은 골 라인을 안 넘었다고 주장했다. 2014년 대회부터는 골 라인 판독 시스템(GLT)가 도입되어 이런 애매한 상황을 확실히 가려낼 수 있었지만 2010년 이 대회까지는 골 라인 판독 시스템이 없었기 때문에 심판은 자신이 본 것만 판정할 수 있었다. 결국 하워드 웹 주심은 노 골을 선언하였고 스코어는 그대로 1 : 0으로 유지되었다. 이탈리아로서는 참으로 허탈하고 맥빠지는 순간이 아닐 수 없었다. 그리고 이렇게 이탈리아에 아쉬운 순간이 한 차례 지나간 후 다시 위기가 찾아왔다. 후반 28분, 슬로바키아가 코너킥 찬스를 얻었고 킥커 마레크 함식이 중앙으로 볼을 띄웠다. 볼은 이탈리아의 센터백 파비오 칸나바로가 헤더로 걷어냈고 볼은 다시 중앙으로 들어온 함식이 받았다. 함식 앞엔 피를로가 막아섰지만 함식은 피를로를 피해서 골문 앞에 서 있던 로베르트 비테크에게 땅볼 패스를 건넸고 비테크는 논스톱 인사이드 킥으로 골문 오른쪽 구석으로 재빨리 차넣어 점수를 2 : 0으로 벌렸다. 지오르지오 키엘리니의 늦은 판단과 순간 집중력이 떨어진 것이 화근이었다.
2골 차로 끌려가게 된 이탈리아 입장에서 이제 남은 선택지는 오직 공격 뿐이었다. 같은 시각 다른 구장에서 열리는 파라과이와 뉴질랜드의 경기가 아직 0 : 0 스코어로 비기고 있었기에 이탈리아 입장에선 남은 20여 분 동안 부지런히 공격해서 2골을 넣고 2 : 2 무승부라도 거두어야 다득점에서 뉴질랜드를 따돌리고 16강에 올라갈 수 있었다. 그 때부터 이탈리아는 성난 사자처럼 슬로바키아를 밀어붙이기 시작했다. 그리고 후반 36분, 중원에서 시모네 페페가 우측에 있던 파비오 콸리아렐라에게 패스를 건넸고 콸리아렐라는 슬로바키아의 우측 진영을 쇄도해 들어가며 문전에 있던 빈첸초 이아퀸타에게 패스를 건네고 본인은 다시 문전으로 쇄도해 들어갔다. 이아퀸타는 재빨리 감각적으로 라보나킥으로 콸리아렐라에게 다시 볼을 건네주었고 콸리아렐라가 재빨리 슛을 날렸으나 각도를 좁히고 있던 얀 무차 골키퍼가 선방으로 쳐냈다. 그러나 볼은 좌측의 안토니오 디 나탈레의 발 앞으로 굴러갔고 디 나탈레가 잽싸게 밀어넣으며 1골을 만회해 2 : 1로 점수 차를 좁혔다. 남은 시간은 10여 분 정도였고 아직 파라과이와 뉴질랜드의 경기는 0 : 0인 상황이었으므로 이탈리아가 16강에 가기 위해선 1골이 더 필요했다. 그런데 골이 들어간 직후에 이아퀸타가 얀 무차 골키퍼가 볼을 빨리 주지 않는다고 주먹으로 쳤고 얀 무차 또한 콸리아렐라를 주먹으로 치면서 잠시 경기가 중단되는 일이 있었다.
그리고 후반 39분에 시모네 페페가 전방으로 볼을 길게 띄웠고 이 볼을 장신 공격수 이아퀸타가 헤더로 받았고 이 흐른 볼을 다시 슬로바키아의 센터백 마르틴 스크르텔이 헤더로 받아 걷어냈는데 멀리 가지 못했고 좌측에 있던 디 나탈레가 받아 전방에 있던 콸리아렐라에게 패스를 건넸고 콸리아렐라는 슬로바키아 수비수의 집중 견제로 넘어지면서도 슈팅을 날려 마침내 동점골을 뽑아냈다. 그러나 선심은 디 나탈레가 패스를 할 때 콸리아렐라의 상체가 슬로바키아 측 2번째 수비수보다 앞에 있었다는 이유로 오프사이드 선언을 했고 하워드 웹 주심 또한 부심의 의견을 받아들여 노 골 선언을 하며 스코어는 그대로 2 : 1로 유지되었다. 슬로바키아의 블라디미르 바이스 감독은 후반 42분, 즈데노 슈트르바를 빼고 카밀 코푸네크를 투입하며 굳히기에 들어갔다. 계속해서 이탈리아에 조금씩 아쉬운 순간들이 지나가던 중 또 다시 위기가 찾아왔다. 후반 44분, 슬로바키아가 스로인 찬스를 얻었는데 이탈리아 선수들의 시선은 모두 공에 쏠려 있었고 뒤에서 침투하는 카밀 코푸네크의 움직임을 완전히 놓쳤다. 스로인을 하자마자 코푸네크는 엄청난 스피드로 이탈리아의 페널티 박스로 쇄도해 들어갔고 마르체티 골키퍼가 각도를 좁혀 선방하려고 앞으로 나왔으나 코푸네크가 한 발 먼저 오른발로 가볍게 찍어 차 마르체티 골키퍼의 키를 넘기며 추가골을 터뜨려 스코어를 3 : 1로 벌렸다. 이전까지 이탈리아는 1970년 FIFA 월드컵 결승전에서 브라질에 1 : 4로 패배한 이후 결코 한 경기에서 3실점 이상을 한 적이 없었는데 이 경기로 인해 그 기록이 40년 만에 깨지고 말았다.
이제 90분 정규시간이 다 지나가고 추가시간이 적용되었다. 후반 추가시간 2분, 다니엘레 데로시가 중거리슛을 시도했으나 슬로바키아 수비수의 몸에 맞고 튕겨나갔고 이 볼을 슬로바키아 수비수가 따내려했으나 데로시가 한 발 먼저 슬라이딩 태클로 다시 볼을 빼앗았다. 그 볼은 콸리아렐라에게 굴러갔고 콸리아렐라는 골문 밖 18m 거리에서 로빙슛을 날렸다. 그리고 그 슛은 얀 무차 골키퍼의 키를 넘기며 골망을 흔들었고 점수는 다시 3 : 2로 좁혀졌다. 블라디미르 바이스 슬로바키아 감독은 남은 교체 카드 2장을 모두 쓰며 시간 지연을 하며 굳히기에 들어갔다. 한편, 같은 시각 다른 구장에서 열린 파라과이와 뉴질랜드의 경기가 0 : 0으로 종료되며 일단 파라과이의 16강 진출과 뉴질랜드의 탈락이 확정되었다. 이탈리아로서는 반드시 1골을 더 넣어야만 16강에 올라갈 수 있었다. 부상으로 인해 벤치에 있던 이탈리아 대표팀 주장 잔루이지 부폰은 동료 선수들을 독려하였고 감독과 코칭 스태프 그리고 교체 선수들 모두 흥분해서 일어서서 경기를 지켜보았다. 그리고 종료 직전 이탈리아에 마지막 공격 찬스가 왔다. 마지막 스로인 찬스에서 지오르지오 키엘리니가 롱 스로인으로 단숨에 페널티 에어리어까지 볼을 보냈고 이 볼을 슬로바키아의 유라이 쿠츠카 머리에 맞고 뒤로 흘렀고 볼은 시모네 페페의 발 앞으로 굴러왔다. 페페는 노마크 상태였으므로 페페가 이 슛을 성공시키면 극적인 16강 진출의 주인공이 된다. 그러나 마음이 급했던 탓인지 페페는 오른발 슈팅을 시도했으나 그 순간에 발이 미끄러져 공을 맞추지 못했고 어이없게도 디딤발인 왼발을 맞고 엔드 라인을 빠져나가며 결국 허무하게 득점 기회를 날려버리고 말았다. 그리고 얀 무차 골키퍼의 골킥이 하늘 위로 뜸과 동시에 주심의 휘슬이 울리며 슬로바키아의 3 : 2 승리로 경기가 끝났고 이탈리아는 2무 1패를 기록해 3무를 기록한 뉴질랜드보다도 순위에서 처지며 조 최하위로 조별리그에서 탈락하고 말았다. 이 경기 전까지 1무 1패로 조 최하위를 기록하며 탈락 위기에 몰렸던 슬로바키아는 극적으로 대어 이탈리아를 3 : 2로 잡아내며 1승 1무 1패로 조 2위를 기록해 16강 진출에 성공했다.

### 상세 내용

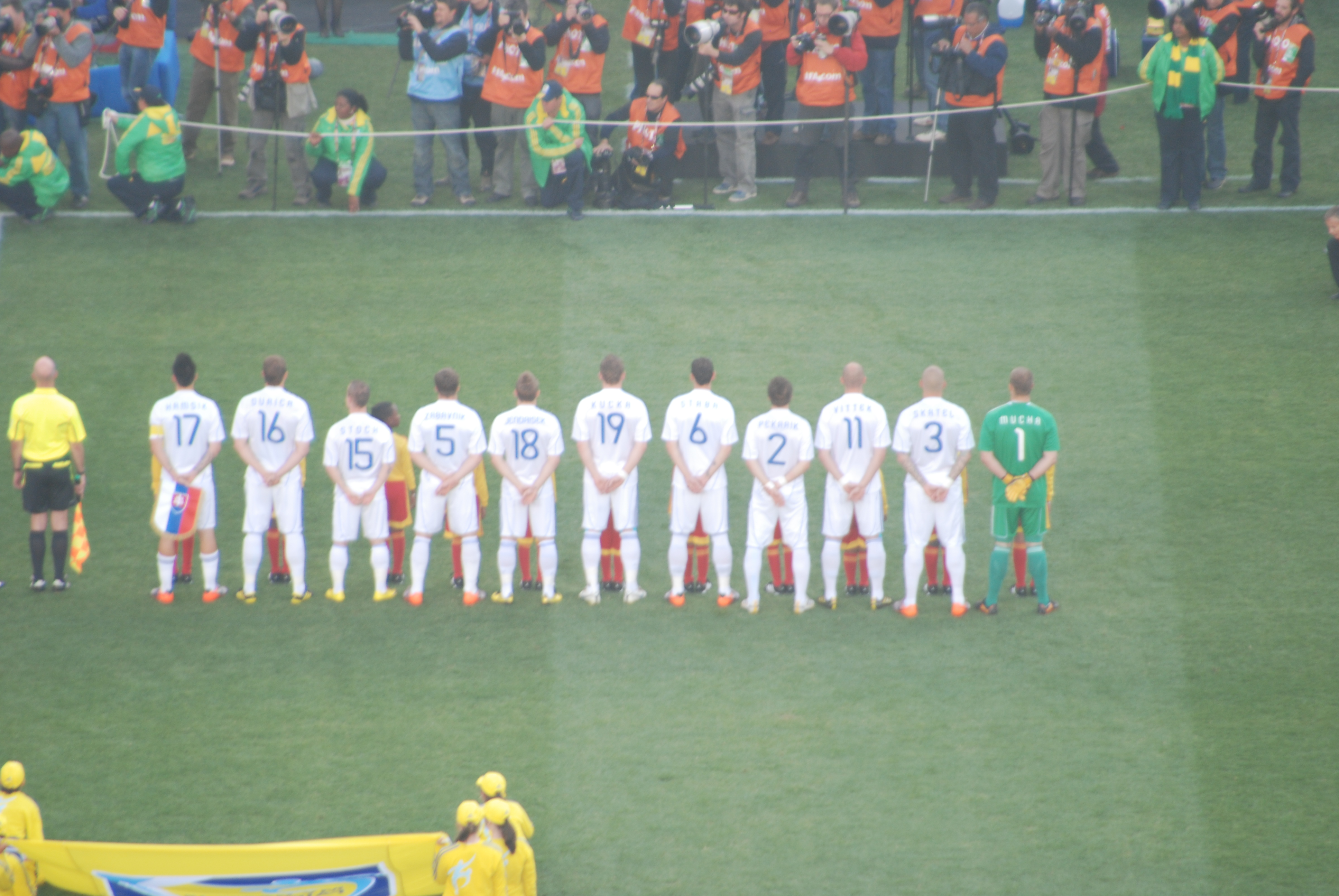
슬로바키아는 전 대회 우승국 이탈리아를 꺾고 첫 출전한 대회에서 조별 리그를 통과했다.

| 슬로바키아                     | 3 – 2  | 이탈리아                         |
| ------------------------------ | ------ | -------------------------------- |
| 비테크 25′, 73′ · 코푸네크 89′ | 리포트 | 81′ 디 나탈레 · 90+2′ 콸리아렐라 |

| 슬로바키아 | 이탈리아 |

| GK                | 1  | 얀 무하               | 82′ |       |
| RB                | 2  | 페테르 페카리크       | 50′ |       |
| CB                | 3  | 마르틴 슈크르텔       |     |       |
| CB                | 16 | 얀 듀리차             |     |       |
| LB                | 5  | 라도슬라우 자바브니크 |     |       |
| DM                | 6  | 즈데노 슈트르바       | 16′ | 87′   |
| CM                | 19 | 유라이 쿠츠카         |     |       |
| RW                | 17 | 마레크 함시크 (주장)  |     |       |
| LW                | 15 | 미로슬라우 스토흐     |     |       |
| SS                | 11 | 로베르트 비테크       | 40′ | 90+2′ |
| CF                | 18 | 에릭 옌드리셰크       |     | 90+4′ |
| 교체 선수:        |    |                       |     |       |
| MF                | 20 | 카밀 코푸네크         |     | 87′   |
| MF                | 9  | 스타니슬라우 셰스타크 |     | 90+2′ |
| DF                | 22 | 마르틴 페트라시       |     | 90+4′ |
| 감독:             |    |                       |     |       |
| 블라디미르 베이스 |    |                       |     |       |

| GK            | 12 | 페데리코 마르케티      |      |     |
| RB            | 19 | 잔루카 참브로타        |      |     |
| CB            | 5  | 파비오 칸나바로 (주장) | 31′  |     |
| CB            | 4  | 조르조 키엘리니        | 67′  |     |
| LB            | 3  | 도메니코 크리시토      |      | 46′ |
| DM            | 6  | 다니엘레 데 로시       |      |     |
| CM            | 8  | 젠나로 가투소          |      | 46′ |
| CM            | 22 | 리카르도 몬톨리보      |      | 56′ |
| RW            | 7  | 시모네 페페            | 76′  |     |
| LW            | 10 | 안토니오 디 나탈레     |      |     |
| CF            | 9  | 빈첸초 이아퀸타        |      |     |
| 교체 선수:    |    |                        |      |     |
| DF            | 2  | 크리스티안 마조        |      | 46′ |
| FW            | 18 | 파비오 콸리아렐라      | 83′  | 46′ |
| MF            | 21 | 안드레아 피를로        |      | 56′ |
| 기타:         |    |                        |      |     |
| GK            | 1  | 잔루이지 부폰          | 부상 |     |
| 감독:         |    |                        |      |     |
| 마르첼로 리피 |    |                        |      |     |

| 최우수 선수: 로베르트 비테크 (슬로바키아) 부심: 마이크 물라키 (잉글랜드) 대런 칸 (잉글랜드) 대기심: 스테판 라누아 (프랑스) 후보 대기심: 에리크 당솔 (프랑스) |

### 통계
| 통계       | 슬로바키아 | 이탈리아 |
| ---------- | ---------- | -------- |
| 득점       | 3          | 2        |
| 슛         | 12         | 16       |
| 유효슛     | 4          | 6        |
| 점유율     | 50%        | 50%      |
| 코너킥     | 6          | 3        |
| 프리킥     | 1          | 0        |
| 페널티킥   | 0          | 0        |
| 반칙       | 20         | 17       |
| 오프사이드 | 1          | 3        |
| 경고       | 4          | 4        |
| 퇴장       | 0          | 1        |

## 이탈리아의 패인

### 리피 감독의 선수 선발
이번 대회의 아주리 군단은 너무 노쇠했다. 이번 대회 이탈리아 선수단 전체 평균 연령은 만 28.3세로 잉글랜드(28.7세), 브라질(28.6세), 호주(28.4세) 다음으로 가장 나이가 많았다. 그리고 이 23명의 엔트리 중 9명이 2006년 FIFA 월드컵 우승 멤버들이었다. 그런데다 더 심각한 건 최후방 수비진과 최전방 공격진의 노쇠화였다. 우선 이 경기 선발 라인업을 살펴보면 이탈리아의 주장이자 주전 센터백인 파비오 칸나바로는 만 36세였다. 그나마도 생일이 안 지나서 36세였을 뿐 실상 만 37세나 다름없었다. 또 라이트백 잔루카 참브로타 역시 만 33세였고 수비형 미드필더였던 젠나로 가투소 역시 만 32세였다. 그 뿐 아니라 최전방 공격진의 빈첸초 이아퀸타도 만 31세였고 안토니오 디 나탈레 역시 만 33세였다. 즉, 엔트리의 절반이 30세 이상의 노장들로 구성된 셈이다. 이렇게 늙은 선수들이 대거 선발된 이유는 리피 감독의 "나이가 많다는 것은 큰 경기 경험이 많다는 것을 의미한다."는 이유 때문이었다. 나이 많은 선수들이 엔트리의 절반에 이르다보니 이탈리아는 체력과 기동력에서 저하를 보이며 매 경기 답답한 모습을 보였다. 즉, 이 선수들은 머리로는 어떻게 해야할지 다 그림이 그려지는데 몸이 안 따라주고 있었던 것이다.
그 결과 이탈리아가 자랑하는 카테나치오는 이번 대회에서 녹슨 빗장으로 전락하고 말았다. 4년 전 2006년 FIFA 월드컵에서 이탈리아는 7경기 동안 단 2실점을 했는데 그 2실점도 1개는 조별리그 미국전에서 기록한 크리스티안 차카르도의 자책골이었고 나머지 1개는 결승전 프랑스와의 경기에서 지네딘 지단이 기록한 페널티킥 골이었다. 즉, 단 1개의 필드골도 허용하지 않았던 것이다. 하지만 그 때 카테나치오의 전성기를 이끌었던 선수들은 4년이란 세월이 흐르면서 나이가 들어 그 때만큼의 집중력을 발휘하지 못했고 이번 대회에선 매 경기마다 실점을 하며 단 1경기도 무실점을 기록하지 못했다. 더군다나 이탈리아가 1경기에서 3실점을 한 것은 1970년 FIFA 월드컵 결승전에서 브라질에 1 : 4로 패배한 이후 무려 40년 만의 일이다. 그 정도로 이번 대회 아주리 군단의 수비진은 무기력하고 허술했다. 그렇다고 젊은 선수들이 없었던 것도 아니었다. 파비오 칸나바로에겐 분명히 레오나르도 보누치라는 훌륭한 대체자가 있었다. 실제로 보누치는 칸나바로가 은퇴한 이후 아주리 군단의 주전 센터백으로 도약해 2018년에도 활약하고 있다. 그리고 라이트백 잔루카 참브로타에게도 크리스티안 마조라는 젊은 대체자가 있었다. 그러나 리피 감독은 선수 선발에 있어서 매우 보수적이었고 과감하게 젊은 선수들을 발탁하기보다는 자신이 잘 알고 이미 능력이 검증된 베테랑 선수들만을 쓰려고 했다. 결국에는 그것이 곧 패착으로 되돌아온 것이다.
공격진의 문제는 매우 심각했다. 중앙 공격수 빈첸초 이아퀸타는 190cm의 장신에 활동량이 왕성하다는 장점이 있지만 그의 장점은 정말 딱 그것 하나 뿐이었다. 스트라이커가 갖추어야 할 최고의 덕목은 득점인데 이아퀸타는 골 결정력이 매우 형편없는 선수로 악명높았다. 이아퀸타는 3경기 내내 선발 출전했고 고삐 풀린 말처럼 활발하게 그라운드를 뛰어다녔지만 기록한 골이라고는 뉴질랜드전의 페널티킥 골 단 하나밖에 없었다. 안토니오 디 나탈레는 세리에 A의 득점왕을 차지하긴 했지만 아주리 군단 유니폼을 입고서는 2년 째 득점을 하지 못했다. 이번 대회 이탈리아에는 소위 말하는 크랙과 플레이메이커가 없었다. '악마의 재능'이라고 불리는 안토니오 카사노는 비록 멘탈에 문제가 있는 선수였지만 재능은 정말 뛰어난 선수로 이탈리아의 막힌 공격력을 풀어줄 수 있는 열쇠가 될 수 있는 선수였다. 그러나 리피 감독은 카사노와 평소 사이가 좋지 않았고 그 이유만으로 카사노를 발탁하지 않았다. 파브리치오 미콜리는 칼치오폴리 스캔들이 터졌을 때 前 유벤투스 단장이었던 루치아노 모지에게 불리한 증언을 했다는 이유만으로 배은망덕한 선수 취급을 하며 또 엔트리에서 제외했다. 반면, 젠나로 가투소 같이 한물 간 늙은 선수들은 자신과 친하다는 이유로 발탁했다.
그 결과 이탈리아는 매 경기마다 선제골을 내주고 시작하는 불리한 경기를 했다. 이번 대회에 출전한 이탈리아 공격수들 가운데 제대로 밥값이라도 한 선수는 냉정하게 말해서 슬로바키아전 후반전 45분만 뛰었던 파비오 콸리아렐라밖에 없었다. 콸리아렐라를 제외한 나머지 공격수들은 모두 형편없는 모습만 보였다. 이아퀸타는 고삐 풀린 말처럼 그라운드를 활발하게 뛰기만 할 뿐이었고 알베르토 질라르디노는 우스꽝스러운 개인기만 연발했으며 잠파올로 파치니는 그를 뒷받쳐줄 카사노가 없었기에 제대로 된 활약을 못했다. 안토니오 디 나탈레 역시 이번 경기에서 기록한 줏어먹기 골을 제외하면 별로 인상적인 활약을 보여주지 못했다. 슬로바키아전 45분만 뛰었던 콸리아렐라가 이탈리아 공격수들 가운데 최고의 활약을 보였다. 운이 조금만 따라주었다면 콸리아렐라는 이 경기에서 단 45분만 뛰고도 해트트릭을 달성할 수도 있었다. 후반 21분에 날린 그 멋진 슛이 스크르텔의 무릎에 맞지만 않았다면 아니 무릎 맞고 나왔더라도 골 라인을 통과한 이후에 그랬더라면 혹은 후반 39분에 기록한 그 골도 오프사이드 선언만 없었더라면 콸리아렐라는 분명히 해트트릭을 기록할 수 있었다. 콸리아렐라보다 더 뛰어난 활약을 한 선수는 정말 아무도 없었다. 왜 리피 감독이 콸리아렐라를 선발로 내보내지 않았는지 이해가 되지 않는 부분이다. 이러한 리피 감독의 보수적인 선수 선발은 막힌 이탈리아의 경기력을 풀어주지 못했고 이는 곧 조별리그 탈락이란 참담한 결과로 되돌아왔다.

### 잔루이지 부폰의 부상
그리고 아주리 군단에게 뼈아팠던 건 바로 수문장 잔루이지 부폰의 부상이었다. 부폰은 정말 뛰어난 골키퍼였다. 그러나 문제는 그도 사람이라는 것이고 아주리 군단엔 그를 대체할 인물이 없었다는 것이다. 앞서 말했듯이 이번 대회 이탈리아의 수비진은 매 경기마다 꼬박꼬박 실점을 할 정도로 부실했다. 이런 부실한 수비수들 뒤에 든든한 수문장이라도 있었다면 그나마 결과는 좀 더 나았을 수도 있다. 실제로 2018년 FIFA 월드컵 당시 대한민국은 스웨덴과의 경기에서 단 1개의 유효슈팅도 기록하지 못할 정도로 90분 내내 밀리는 경기를 했지만 골키퍼 조현우의 맹활약 덕분에 단 1개의 필드골도 실점하지 않았고 후반 20분 안드레아스 그랑크비스트의 페널티킥 골만 내주며 0 : 1로 석패해 그나마 대량실점을 하는 굴욕을 면할 수 있었다. 게다가 독일과의 경기에서는 독일의 슛을 수차례 선방하여 역시 단 1개의 골도 내주지 않은 덕에 후반 추가시간 때 독일의 골망을 2번 흔들어 2 : 0 완승을 거두게 하는 간접적인 기틀을 마련해주기도 하였다. 그만큼 수비진이 부실해도 골키퍼가 든든하면 어느 정도 안심이 되기도 한다. 그러나 이번 대회 이탈리아의 부폰은 파라과이와의 1차전 경기에서 전반전에 부상을 당해 그 뒤로 경기를 뛸 수가 없게 되었다. 부폰을 대신해 이탈리아의 골문을 지킨 사람은 바로 페데리코 마르케티였는데 마르케티의 기량은 부폰에 비해 한참 미치지 못했다. 이 날 경기에서 슬로바키아는 총 4개의 유효슈팅을 기록했는데 마르케티는 단 1개의 세이브만 기록했을 뿐 나머지 3개는 그대로 다 실점당했다.
그 이전 파라과이와의 경기에서도 파라과이는 단 1개의 유효슈팅을 기록했는데 그것이 골로 연결되었고 뉴질랜드와의 경기 역시 뉴질랜드의 유효슈팅도 단 1개였다. 그러나 이 2개의 유효슈팅 역시 그대로 다 실점당했다. 즉, 마르케티가 막아낸 유효슈팅은 고작 1개에 불과했던 셈이다. 4년 전의 부폰이 단 1개의 필드골도 내주지 않았던 것에 비하면 너무나 형편없는 활약이 아닐 수 없다. 부폰도 사람인 이상 부상을 당할 수도 있고 어떤 사정으로 경기를 치르지 못하게 될 수도 있다. 그럴 가능성도 충분히 존재할 수 있는 이상 그를 대체할 선수를 갖추고 있어야 되는데 이번 대회의 아주리 군단에는 부폰의 대체자가 없었다. 물론 부폰의 부상은 리피 감독으로서도 예상치 못한 돌발 변수였음이 분명하다. 그러나 만에 하나란 말도 있듯이 감독이라면 항상 이런 가능성도 대비해두어야 한다. 물론 부폰은 세계에서도 몇 손가락 안에 드는 최고의 골키퍼인만큼 그를 완벽하게 대체할 수 있는 인물이 거의 없겠지만 그에 준하는 선수는 얼마든지 있다. 그럼에도 불구하고 리피 감독은 부폰의 대체자를 찾는데 너무도 소홀했다. 결국 부폰의 부상과 그로 인한 공백은 이탈리아의 조별리그 탈락으로까지 이어지고 말았다.

## 반응과 경기 후

### 이탈리아
이탈리아 국민들의 반응은 분노 그 자체였다. 이미 2차전에서 조 최약체 뉴질랜드와 졸전 끝에 1 : 1 무승부를 거둔 이후부터 조금씩 끓기 시작한 분노는 결국 반드시 이겨야 할 슬로바키아와의 경기에서 2 : 3으로 패해 1974년 FIFA 월드컵 이후 36년 만에 조별리그 탈락이 확정되자 완전히 폭발하고 말았다. 이탈리아 축구팬들이 더 크게 분노하는 이유는 쉬운 조에서 단 1승도 거두지 못했기 때문이었다. 이탈리아가 조별리그에서 탈락한 것은 이 대회 이전에도 5차례나 있었지만 그 때에도 최소 1승은 거두었었다. 북한에 0 : 1로 패배해 탈락하는 치욕을 겪었던 그 1966년에도 조별리그에서 탈락했을지언정 칠레를 2 : 0으로 이겨 1승은 기록했었다. 그러나 이번엔 단 1승도 거두지 못했다. 이탈리아가 무승으로 대회를 마친 것은 이번이 처음이었다. 이탈리아의 일간지 ‘라 레푸블리카’는 "한일월드컵 이상으로 최악의 결과였다. 북한보다도 못했다"고 질타했고 ‘코리에레 델라 세라’는 "희망조차 남기지 못하고 월드컵과 작별을 고했다"며 침울한 심정을 토했다. 대표적인 스포츠매체인 ‘가제타 델로 스포르트’는 “굴욕을 안고 집에 간다"고 적으며 충격적인 상황을 전했다. ‘투토 스포르트’는 아예 "리피, 당신 잘못이다"라며 마르첼로 리피 감독을 비난했다. 국민들도 분노의 목소리를 내고 있다. 대표팀을 비난하는 각 기사에는 “썩은 토마토를 준비해 공항으로 가겠다”, “이번에도 1966년처럼 밤에 몰래 들어오나 보자”, “전용 제트기를 타고 도망갈려고?”라는 반응들이 달리고 있다고 한다.
1966년 FIFA 월드컵 당시 이탈리아는 1차전에서 칠레를 2 : 0으로 이긴 뒤 소련과 북한에 각각 0 : 1로 패배하며 1승 2패에 그쳐 조별리그에서 탈락했는데 당시 이탈리아 선수들은 성난 팬들이 무서워 공항도 제노바 공항으로 바꾸고 한밤 중에 몰래 귀국을 시도하다가 들켜서 팬들로부터 썩은 토마토와 날계란 세례를 받는 굴욕을 당했다. 팬들이 썩은 토마토를 준비하겠다는 건 결국 이 패배가 44년 전 잉글랜드 월드컵에서의 패배와 맞먹는 수치로 느껴졌음을 말해주는 것이다. 마르첼로 리피 감독에 대한 질타도 이어지고 있다. 골닷컴의 카를로 가르가네세 기자는 자신의 칼럼에서 이 모든 사태의 책임은 바로 선수 선발을 엉터리로 한 마르첼로 리피 감독에게 있음을 지적했다. 이탈리아의 주장 파비오 칸나바로는 2002년 FIFA 월드컵 한국전 패배, 1966년 FIFA 월드컵 북한전 패배보다 오늘의 경기가 더 나빴다고 말하며 이탈리아 대표팀 역사상 최악의 패배라고 소감을 밝혔다. 아울러 이탈리아가 최악의 성적을 거둔 원인에 대해서는 "변화가 없었다고 생각한다. 우리 세대 때처럼 젊은 선수들을 발굴해 키우는 대신 기존 멤버들로만 (선수단을) 꾸렸다. 이는 국가대표만의 문제가 아니라 클럽 전체의 문제다. 시스템이 바뀌어야 한다. 현실을 직시해야 한다. 우리는 이탈리아의 구조적인 위기를 반추할 필요가 있다. EU나 UEFA도 마찬가지다. 이번 월드컵에서 유럽 팀이 얼마나 고전했고, 남미가 얼마나 좋은 성적을 거뒀는지 봐야 한다."고 분석했다.
그리고 이 경기의 패배는 단순히 1경기 패배로 끝난 것이 아니라 이탈리아 축구 몰락의 시발점이 되었다. 마르첼로 리피 감독이 이번 대회의 성적을 책임지고 사임한 후 아주리 군단의 새 사령관으로 ACF 피오렌티나 감독이었던 체사레 프란델리가 부임했다. 체사레 프란델리가 이끄는 아주리 군단은 2년 후 유로 2012에서 매 경기마다 고전하긴 했지만 그래도 준우승을 거두며 어느 정도 명예회복에 성공했고 2014년 FIFA 월드컵에서의 호성적을 기대하게 했다. 그리고 2014년 FIFA 월드컵에서 이탈리아는 FIFA랭킹이 낮아서 톱 시드를 받지 못했고 이는 이탈리아에 악재로 돌아왔다. 이탈리아는 그 대회에서 우루과이, 잉글랜드, 코스타리카와 함께 D조에 속했다. 말 그대로 죽음의 조에 속하게 된 것이다. 이탈리아는 1차전 경기에서 전반 35분, 클라우디오 마르키시오의 골과 후반 5분, 마리오 발로텔리의 골을 묶어 전반 37분 다니엘 스터리지가 1골을 만회하는데 그친 잉글랜드를 2 : 1로 이기며 2006년 FIFA 월드컵 준결승전에서 독일을 2 : 0으로 이긴 뒤 4경기 연속 승리가 없었던 아주리 군단에게 첫 승을 안겨주었다. 그러나 2차전에선 그 대회 돌풍의 팀 코스타리카에 전반 44분, 브라이언 루이스의 골로 0 : 1 패배를 기록하여 가시밭길을 걷게 되었다. 2차전까지 D조의 순위는 2승을 기록한 코스타리카가 조 1위로 이미 16강 진출을 확정지었고 이탈리아와 우루과이가 1승 1패로 동률을 이루었으나 이탈리아가 2득점 2실점, 우루과이가 3득점 4실점이었으므로 골 득실에서 이탈리아가 1골이 더 앞서서 2위를 기록했고 우루과이는 3위였다. 그리고 2패를 기록한 잉글랜드는 탈락이 확정되었다. 이제 3차전 우루과이와의 경기는 단두대 매치가 되었고, 이 때 이탈리아는 이 경기에서 비기기만 해도 16강에 오를 수 있는 유리한 상황에 있었다. 그러나 이탈리아는 후반 13분, 클라우디오 마르키시오의 퇴장으로 수적 열세에 놓이며 불리함에 빠졌고 우루과이의 루이스 수아레스가 센터백 지오르지오 키엘리니의 어깨를 깨무는 반칙을 했음에도 주심 마르코 로드리게스가 하필 그 장면을 보지 못해 그대로 넘어가는 오심의 피해를 입었다. 그렇게 불리한 상황 속에서 악착같이 버티던 이탈리아는 끝내 후반 36분, 우루과이의 코너킥 찬스에서 디에고 고딘에게 결승골을 허용하며 0 : 1로 패배해 1승 2패로 조 3위에 그치며 또 다시 탈락이 확정되고 말았다. 이탈리아가 2개 대회 연속으로 조별리그에서 탈락한 것은 1962년 FIFA 월드컵과 1966년 FIFA 월드컵에서 연달아 탈락한 후 48년 만의 일이었다.
이 패배로 인한 조별리그 탈락으로 인해 결국 체사레 프란델리 감독 역시 불명예를 남기고 사임했고 안토니오 콘테 감독이 새로운 사령탑으로 부임했다. 그리고 이 때부터 이탈리아는 대표팀 감독과 4년 단위 계약이 아닌 2년 단위 계약을 하게 되었다. 안토니오 콘테는 2개 대회 연속으로 조별리그에서 탈락하는 수모를 겪어 침체에 빠진 아주리 군단을 다시 추슬러 유로 2016에 나섰고 조별리그에서 황금세대의 성장으로 창성하던 벨기에를 꺾었고 토너먼트에 가서도 2년 전 월드컵에서 우승을 차지해 전성기를 구가하던 독일과 승부차기까지 가는 접전을 치렀다. 비록 독일에 승부차기 5 : 6으로 패배하며 8강에 그치긴 했지만 어려운 대진표 속에서도 이 정도 성과를 낸 것으로도 상당한 희망을 안겨주었다. 그러나 콘테 감독은 유로 2016이 끝난 후 첼시 FC 감독으로 떠나버렸고 후임자로 잔 피에로 벤투라 감독이 부임했다. 그리고 다시 이탈리아 축구엔 그늘이 드리우기 시작했다. 이탈리아는 지역예선에서 톱 시드를 뺏기는 바람에 스페인과 한 조에 편성되는 불운을 겪었고 졸전을 거듭한 끝에 7승 2무 1패(승점 23점)의 성적을 거두는데 그치며 조 2위로 밀려나 플레이오프를 치르게 되었다. 그리고 스웨덴과의 플레이오프에서 1차전 원정 경기에서 0 : 1로 패배해 위기에 몰리더니 반드시 2점 차 이상으로 이겨야 할 2차전 홈 경기에서 0 : 0으로 비기면서 합산 점수 0 : 1로 스웨덴에 패배해 1958년 FIFA 월드컵 이후 60년 만에 지역예선에서 탈락하고 말았다. 결국 이탈리아는 2010년대에 치른 3번의 월드컵에서 모두 기대 이하의 실망스러운 성적을 거두고 말았다. 60년 만의 지역예선 탈락이라는 최악의 사태에도 불구하고 잔 피에로 벤투라 감독은 "지난 2년 동안 내가 이끈 팀의 패배는 두 번 뿐이다"라는 망언을 하며 사임을 거부하다가 결국 이탈리아 축구 연맹으로부터 감독직을 박탈당했다.

### 슬로바키아
슬로바키아는 체코와 분리된 이후 처음으로 출전한 대회에서 16강 진출에 성공하는 감격을 누렸다. 이것은 체코보다도 더 먼저 이루어낸 성과였다. 슬로바키아의 16강 상대는 바로 E조 1위 오렌지 군단 네덜란드였다. 슬로바키아는 대회 전까지 유럽 팀들 가운데 최약체로 꼽혔던 팀 중 하나였으나 전 대회 우승국 이탈리아를 3 : 2로 이기며 16강에 올라 나름의 저력을 과시했기에 더 이상 무시할 수 없는 상대임을 스스로 입증했다. 하지만 네덜란드는 이탈리아보다 더 강하고 탄탄한 팀이었다. 슬로바키아는 전반 18분에 아르연 로번에게 선제골을 허용하며 끌려갔다. 거기다 믿었던 득점원 로베르트 비테크가 부진한 모습을 보여 땅을 쳐야 했다. 후반 21분, 동료의 기막힌 전진패스를 받은 뒤 네덜란드 스테켈렌부르크 골키퍼와 1 : 1 기회를 잡았지만, 슈팅이 골키퍼 정면으로 향하면서 동점골의 기회를 놓치고 말았다. 이 슈팅은 비테크의 잘못이라기 보단 골키퍼의 선방이라 얘기할 수 있었지만, 후반 33분에 찾아온 기회는 그렇게 위로할 수 없었다. 후반 33분 비테크는 12분 전과 거의 비슷한 득점 기회를 잡았는데, 다시 맞이한 골키퍼와의 1 : 1 기회에서 비테크의 슈팅은 골문으로도 향하지 못하고 말았다. 지금까지 슬로바키아가 선전할 수 있도록 너무나 잘해줬던 비테크였지만, 8강으로 갈 수 있는 기회를 두 번이나 놓친 후반의 그 장면은 너무 아쉬웠다. 결국 후반 39분에 슬로바키아는 베슬러이 스네이더르에게 추가골을 허용하며 0 : 2로 끌려가게 되었고 종료 직전 페널티킥을 얻어 로베르트 비테크가 성공시키며 1 : 2로 점수를 좁혀보았지만 거기까지였다. 그렇게 16강에서 아쉬운 발길을 돌려야 했고 그 이후로 2018년까지 슬로바키아는 월드컵 무대에 2개 대회 연속으로 예선 탈락하며 등장하지 않고 있다.

## 같이 보기
- 조선민주주의인민공화국 대 이탈리아 (1966년 FIFA 월드컵)
- 대한민국 대 이탈리아 (2002년 FIFA 월드컵)
- 프랑스 대 세네갈 (2002년 FIFA 월드컵)
- 스페인 대 네덜란드 (2014년 FIFA 월드컵)
- 스웨덴 대 이탈리아 (2018년 FIFA 월드컵 예선)
- 대한민국 대 독일 (2018년 FIFA 월드컵)

### 내용주
1. ↑   이 대회 당시엔 페어 플레이 점수 제도가 없었다. 당시에 순위를 가르는 순서는 승점 → 골 득실 → 다득점 → 승자승 → 추첨 순이었다. 2018년 FIFA 월드컵 때부터 승자승과 추첨 사이에 페어 플레이 점수 제도가 도입된 것이다. 최대한 추첨까지 가는 상황을 피하기 위해 신설된 제도이다.
2. ↑   축구에서 득점은 공이 골 라인을 완전히 통과해야 인정된다. 공의 일부분이 조금이라도 골 라인에 걸쳐 있다면 골이 아니다. 그러나 이 상황은 여전히 애매하다. 골 라인이 명확하게 보이는 카메라 앵글이 단 하나도 없었고 골대에 설치된 카메라들마다 모두 스크르텔의 몸에 골 라인이 가려져서 제대로 안 보였기 때문이다.
3. ↑   그 시스템이 도입된 이유 또한 이번 대회의 독일 VS 잉글랜드 경기에 있었던 호르헤 라리온다 주심의 치명적인 오심 때문이었다.
4. ↑   1950년, 1954년, 1962년, 1966년, 1974년까지 총 5번 조별리그에서 탈락했다. 1958년엔 지역예선에서 탈락했고 1970년엔 준우승을 차지했다.
5. ↑   프랑스와의 결승전은 1 : 1로 비긴 뒤 승부차기 끝에 5 : 3으로 승리했다. 공식 기록 상 승부차기는 무승부로 기록된다.

### 참고주
1. ↑  이현지 (2018년 7월 2일). “英 일간지 “한국-독일전 ‘역대 월드컵 충격적인 경기’ 2위”... 1위는?”. 《국민일보》. 2018년 11월 11일에 확인함.
2. 1 2  “Tactical Line-up – Group F – Slovakia-Italy” (PDF). 《FIFA.com》. Fédération Internationale de Football Association. 2010년 6월 24일. 2012년 11월 9일에 원본 문서 (PDF)에서 보존된 문서. 2010년 6월 24일에 확인함.
3. ↑  “2010 남아공 월드컵 공식 홈페이지 (슬로바키아 3-2 이탈리아 통계자료)” (PDF). 2016년 3월 14일에 원본 문서 (PDF)에서 보존된 문서. 2018년 11월 11일에 확인함.
4. ↑  카를로 가르가네세 (2010년 6월 21일). “[Goal.com] 침묵하는 공격진, 암담한 이탈리아”. 《골닷컴》. 2018년 11월 12일에 확인함.
5. ↑  서호정 (2010년 6월 25일). “伊 ‘옛 영광’ 안주하다 몰락… 日은 “새 역사 쓰자” 반란”. 《스포탈코리아》. 2018년 11월 12일에 확인함.
6. ↑  서호정 (2010년 6월 25일). “'무승 탈락'에 분노한 이탈리아 국민들, “썩은 토마토 준비하겠다””. 《스포탈코리아》. 2018년 11월 11일에 확인함.
7. ↑  카를로 가르가네세 (2010년 6월 25일). “리피, 토마토 맞을 준비는 되었나?”. 《골닷컴》. 2018년 11월 11일에 확인함.
8. ↑  구자윤 (2010년 6월 26일). “칸나바로 “伊, 한국전 패배보다 더 나빠””. 《골닷컴》. 2018년 11월 11일에 확인함.
9. ↑  이명주 (2010년 6월 26일). “칸나바로, “이탈리아 축구는 구조적인 위기””. 《OSEN》. 2018년 11월 11일에 확인함.